# Hyalurga halizoa
Hyalurga halizoa là một loài bướm đêm thuộc phân họ Arctiinae, họ Erebidae.